# Ángel Vallejo Domínguez
Ángel Vallejo Domínguez (Mijares, Ávila, 1 de abril de 1981) es un ciclista español.

## Biografía

### Ciclismo profesional
Comenzó su carrera profesional en 2005 con el equipo profesional Relax-Fuenlabrada. Al comienzo de la temporada 2006 ganó una etapa del Tour de Langkawi. Esta fue en la última etapa, con meta en Kuala Lumpur, donde fue declarado ganador porque la carrera fue neutralizada por la mala mateorología y él estaba en cabeza cuando se neutralizó. Más tarde participó en su primera gran vuelta, la Vuelta a España 2006.

### Recalificación a amateur
En el año 2010, recalificado amateur con el equipo Supermercados Froiz, fue el ciclista amateur con más victorias en el circuito debido a sus victorias en la Vuelta a León (carrera profesional), la Vuelta a Ávila o la Vuelta a Zamora entre otras.

## Palmarés
2006
- 1 etapa del Tour de Langkawi

2010
- Vuelta a León

## Resultados en Grandes Vueltas
| Carrera | Carrera         | 2005 | 2006 | 2007 | 2008 | 2009 |
| ------- | --------------- | ---- | ---- | ---- | ---- | ---- |
|         | Giro de Italia  | —    | —    | —    | —    | —    |
|         | Tour de Francia | —    | —    | —    | —    | —    |
|         | Vuelta a España | —    | 58.º | 47.º | —    | —    |

—: no participa

Ab.: abandono

## Equipos
- Relax (2005-2007)
  - Relax-Fuenlabrada (2005)
  - Relax-GAM (2006-2007)
- Centro Ciclismo de Loulé (2008)[2]
- Andorra-Grandvalira (2009)